# Stazione di Borgomanero
Stazione di Borgomanero vasútállomás Olaszországban, Borgomanero településen.

## Vasútvonalak
Az állomást az alábbi vasútvonalak érintik:
- Domodossola-Novara-vasútvonal
- Santhià–Arona-vasútvonal

## Kapcsolódó állomások
A vasútállomáshoz az alábbi állomások vannak a legközelebb:
- Stazione di Cressa-Fontaneto
- Stazione di Gozzano
- Stazione di Comignago
- Stazione di Cureggio
- Stazione di Gozzano (1864)